# هیرفیلد
هیرفیلد (به انگلیسی: Harefield) یک روستا و ناحیه در بریتانیا است که در منطقه هیلینگدون لندن واقع شده‌است. هیرفیلد ۷٬۳۹۹ نفر جمعیت دارد.